# Carlo Pedini
Carlo Pedini (Perugia, 19 giugno 1956) è un compositore italiano.

## Biografia

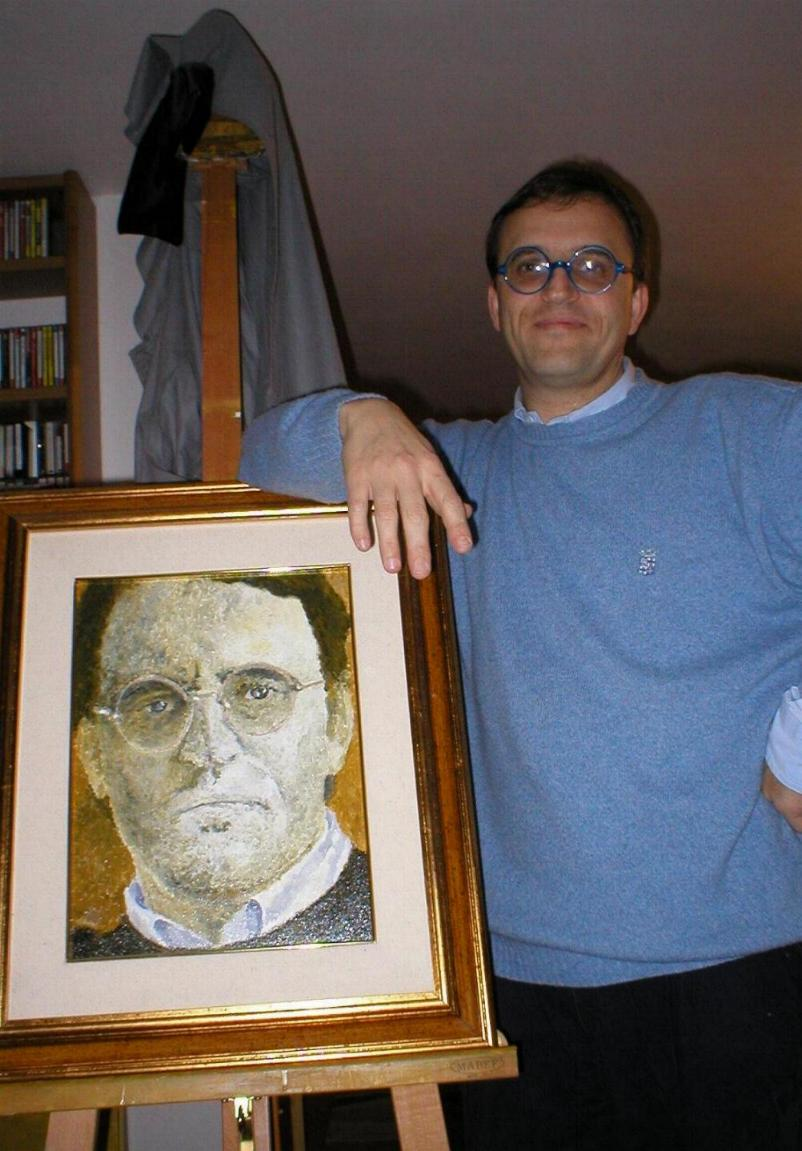

A tredici anni si avvicina alla musica studiando prima da autodidatta e diplomandosi poi al conservatorio G. Rossini di Pesaro in musica corale e direzione di coro e al conservatorio Morlacchi di Perugia in composizione, sotto la guida di Fernando Sulpizi. Segue corsi di perfezionamento con Franco Donatoni all'Accademia Chigiana di Siena e con Salvatore Sciarrino a Città di Castello. Parallelamente, si dedica agli studi giuridici laureandosi in giurisprudenza all'Università di Perugia. Direttore Artistico della Sagra musicale umbra dal 1996 al 2003, commissiona nuovi lavori a vari compositori del nostro tempo. È stato più volte membro di giuria in concorsi musicali nazionali ed internazionali. Dal 2011 al 2016 è stato Presidente della Fondazione "Guido D'Arezzo". Svolge attività anche nel campo delle arti visive. Il 24 aprile 2022 ha ricevuto la cittadinanza onoraria dal Comune di Città della Pieve.

## La musica
Sue composizioni sono state eseguite in varie sedi in Italia e all'estero (Francia, Svizzera, Paesi Bassi, Germania, Russia, Brasile, Australia, Giappone) e hanno ottenuto consensi e riconoscimenti in concorsi nazionali e internazionali, quali il Concorso Nazionale "Balilla Pratella" (Lugo, 1979), il Concorso Nazionale di Belveglio (1980), il Concorso Internazionale "G.B. Viotti" di Vercelli (1980), il Concorso Internazionale "V. Bucchi" di Roma (1981), il Premio Ancona (1981), il Concorso Internazionale per un'Opera Lirica - Anno Europeo della Musica (Osimo, 1985), il Concorso Internazionale "2 agosto" (Bologna, 1995).
Nel 1993 la Rai gli ha commissionato l'Oratorio drammatico Il Mistero Jacopone, eseguito nello stesso anno presso l'Auditorium di Torino dall'Orchestra Sinfonica Nazionale della RAI e inciso nel 1995 dalla casa discografica Quadrivium.
Per il teatro ha composto cinque opere, tra le quali si ricordano Rabarbaro rabarbaro (rappresentata nel 1987 al Teatro La Nuova Fenice di Osimo, direttore Daniele Gatti, regia di Pippo Baudo e Beppe Macri), Così fan (quasi) tutte (Opera Incanto, 2002) e Il Miracolo (Sagra musicale umbra, 2004), le ultime due su libretto del figlio Giacomo.
Nel 2000 partecipa alla composizione della Missa Solemnis Resurrectionis, scritta a più mani con Marco Betta, Fabrizio De Rossi Re, Carlo Galante, Giovanni Sollima, Giampaolo Testoni, Marco Tutino e Paolo Ugoletti, eseguita per la prima volta in Campidoglio, in occasione del Giubileo dei Giovani il 16 agosto 2000 e replicata nelle cattedrali di Perugia e Orvieto.
Nel 2005 Il suo Requiem per coro, organo e archi è stato eseguito al Kusatsu Summer Festival in Giappone.
Nel 2007 il suo Magnificat (grande) per coro di voci bianche, e strumenti è stato eseguito al Teatro alla Scala di Milano.
Stilisticamente partito da soluzioni tecniche abbastanza materiche, gli ultimi lavori di Carlo Pedini si avvicinano alle correnti postmoderne, essendo caratterizzati da evidenti relazioni tonali che guardano al neoromanticismo, talvolta pure al minimalismo.
Dal 1986 i suoi lavori sono pubblicati dalla Sonzogno di Milano.

## La letteratura
Di interessi eclettici, pubblica nel 2012 con la casa editrice romana Cavallo di Ferro il suo romanzo d'esordio, La sesta stagione, selezionato fra i finalisti alla LXVI edizione del Premio Strega. Basato sulla struttura del romanzo I Buddenbrook di Thomas Mann di cui replica l'impianto riempiendolo di contenuti originali, La sesta stagione è una sorta di “esperimento di composizione” in cui l'autore ha voluto applicare le norme della composizione musicale alla creazione di un testo letterario.
Nel maggio 2024 è uscito con la casa editrice Midgard, il suo secondo romanzo, Il Segreto di Cardano (ISBN 978-88-6672-307-3), costruito, in modo analogo al romanzo precedente, sulla struttura formale del Doctor Faustus di Thomas Mann modificandone protagonisti e contenuti.

## Opere
Tutti i brani di Carlo Pedini sono pubblicati da Sonzogno (Milano), eccetto quelli indicati dall'asterisco (*)

### Composizioni per orchestra
- Concerto per violino e orchestra (1981) (* Ricordi, Milano)
- Il Cantico dei Cantici (1986)
- La Casa di Asterione (1989)
- Euclide si diverte (1991)
- Adagio (da uno studio per Jacopone) (1991) per archi
- Sinfonia (Reck-Symphony) (1993 - 1997)
- I colori del Perugino (1998) per flauto, 4 clarinetti e archi
- Canzoni usa e getta (1998)
- Canone di Pedini (1999) per archi
- Canzonetta (2000)
- Non svegliate Verdi... (2001)
- Concertino a volo D'Angelo (2005) per pianoforte, coro ad libitum e archi
- Sei frammenti francescani (2006) per voce recitante ad libitum e orchestra, testi tratti dalla Vita di San Francesco prima e seconda di Tommaso da Celano
- La Follia (2009) per orchestra d'archi
- Canova 2016 (2016) per orchestra d'archi
- Le Stagioni non sono più le stesse (2017) per violino e orchestra d'archi
- H2O - Concerto per pianoforte e archi (2016) per pianoforte e orchestra d'archi
- Ukrainian Concerto (2022) per orchestra (* inedito)

### Composizioni per solisti, coro e orchestra
- Torneremo a camminare (1985), Cantata per coro, archi e clavicembalo, testo di Aldo Capitini
- Il Mistero Jacopone (1989 - 1993), Oratorio drammatico per 4 voci recitanti, baritono, strumenti medievali, coro e orchestra, testo di Claudio Novelli e Lucio Lironi
- In Te Domine speravi (1994 - 1995) per coro (o 4 voci sole), organo e orchestra da camera
- Te Deum (1994 - 1999) per coro, coro di bambini, organo e orchestra
- Carme millenario (1999) per coro e orchestra di fiati con 5 percussionisti
- Pater noster (2000) per tenore, coro e orchestra
- Victimae paschali laudes (2000) per tenore, coro e orchestra
- Requiem (2000 - 2003) per coro, coro di bambini (o 2 voci femminili), organo e archi
- Missa Liturgica (2004) per coro a 3 voci miste e archi (o solo organo)
- Angela da Foligno (2008), Oratorio drammatico per 4 voci recitanti, 4 Cori e orchestra, testo a cura di P. Domenico Alfonsi.
- Vespro di Santa Veronica (2010) per Coro misto, Coro di voci bianche, Clarinetto concertante, Percussione, Organo e orchestra.

### Opere liriche e balletti
- Rabarbaro, rabarbaro (1982 - 1983), opera in un atto, testo di Gino Viziano (* Edipan, Roma)
- Orfeo in città (1996) opera da camera in un atto, testo di Alberto Pellegrino
- Un giorno qualunque (1995 - 1998) opera in un atto, testo di Gino Viziano e Carlo Pedini
- Così fan (quasi) tutte (2001 - 2002) opera da camera in un atto, testo di Giacomo Pedini
- Il Pranzo (2002) balletto in un atto
- Il Miracolo (2004) opera da camera in un atto, testo di Giacomo Pedini
- L'anima del Perugino (2004) Scena di balletto
- Jago (2009) opera lirica in due atti, testo di Lucio Lironi e Carlo Pedini (da Karen Saillant & Christian Bygott)

### Composizioni per coro
- Super flumina Babylonis (1988) per coro a 5 voci miste
- Magnificat (1997), in 2 versioni:

Magnificat (piccolo), per 7 voci femminili e campane
Magnificat (grande), per 7 voci femminili, campane, clarinetto e quartetto d'archi
- De profundis (1999) per coro a 4 voci e 4 tromboni
- Missa brevis (De Angelis) (1999) per coro a 3 voci miste e organo
- Veni creator spiritus (2000) per coro a 4 voci miste, organo e flauto ad libitum
- L'ironia bizzarra (2003) per 6 voci femminili e arpa o pianoforte
- Ave Maris Stella (2003) per coro a 5 voci miste e organo
- Missa Liturgica (2004) per coro a 3 voci miste e organo (o archi)
- Agnus tropato (2011), per 3 Cori a 4 voci miste
- San Francesco predica agli uccelli (2015), per coro a 4 voci miste e richiami
- Regina pacis (2017), per coro a 4 voci miste e pianoforte o orchestra d'archi (* inedito)
- Tu es Sacerdos (2017), per coro a 4 voci miste e pianoforte o orchestra d'archi (* inedito)
- Adoro Te devote (2021), per coro a 4 voci miste e pianoforte (* inedito)

### Composizioni da camera
- La clessidra dai chicchi di grano (1983) per chitarra (* Ricordi, Milano)
- Il mattino della terza giornata (1983) per due soprani e nove strumenti, testi di Beti Jordan (* Ricordi, Milano)
- Due lieder da "Il mattino della terza giornata" (1983) per soprano e pianoforte, testi di Beti Jordan (* Ricordi, Milano)
- L'acciarino di Weber (1983) per clarinetto (* Edipan, Roma)
- Gli occhi (chiari) del tempo (1985) per clarinetto e pianoforte (* Edipan, Roma)
- Una serata di esercitazioni campali delle termiti guerriere (1985 - 1996) per 5 percussionisti
- Un'ipotesi di tango (1991 - 1995) per chitarra
- Sonata (1995) per violino e pianoforte
- La nebbia di Hietzing (1995) per clarinetto e quartetto d'archi
- Sonata da camera (1996) per violino e 8 strumenti
- Due interludi per Orfeo (1997) per violino, clarinetto e pianoforte
- Gino ed altri angeli (1997) per soprano, flauto e pianoforte
- Le strade di Torquato (1998) per 12 percussionisti
- Buon Anniversario (2001) per 5 fiati e 5 archi
- Vent'anni dopo (2002) per clarinetto
- Canzoni profane (2003) per clarinetto e quartetto d'archi
- Lipizeriana (2013/14) per violino e pianoforte
- Sonata (2014/15) per violino e pianoforte
- Trio-Sonatina (2023) per violino, viola e pianoforte (* inedito)
- Sonatina Angelica (2024) per pianoforte (* inedito)

## Discografia parziale

### Album
- 1997 - Rabarbaro rabarbaro - Solisti e Coro dell'Accademia Lirica di Osimo, Orchestra Filarmonica Marchigiana; Daniele Gatti, direttore (Edipan-PAN-PRC-S20-53-1LP)[7]
- 1995 - Il Mistero Jacopone - Orchestra Sinfonica della RAI di Torino; Karl Martin, direttore (Quadrivium-SCA056-1CD)
- 2009 - Angela da Foligno - Coro "M. Alboni"; Orchestra "I Solisti di Perugia"; Marcello Marini, maestro del coro; Carlo Pedini, direttore (Quadrivium-QUAD80005-2CD)
- 2010 - Te Deum / Cantico delle creature - Coro "Marietta Alboni"; Orchestra "I Solisti di Perugia"; Marcello Marini, maestro del coro; Carlo Pedini, direttori (Quadrivium-QUAD006-1CD)
- 2011 - Requiem - Kusatsu Festival Choir and Orchestra; Fumiaki Kuriyama, maestro del coro; Jörg Ewald Dähler, direttore (Quadrivium-QUAD80008-1CD)
- 2011 - Vespro DI Santa Veronica - Coro "M. Alboni"; Orchestra "Collegium Tiberinum"; Marcello Marini, direttore (Quadrivium-QUAD00010-1CD)
- 2011 - Magnificat - Cori "Kamenes In Canto" e "Polifonica Pievese"; Orchestra "Città di Arezzo"; Gabriella Rossi, maestro del coro; Francesco Seri, direttore (Quadrivium-QUAD00011-1CD)
- 2018 - Messe, Inni, Mottetti, Madrigali spirituali - "UT - Insieme vocale consonante", Lorenzo Donati direttore; Alessandro Tricomi organo, Fabio Afrune pianoforte (Quadrivium-QUAD00012-2CD)
- 2018 - Carlo Pedini: La musica sacra - BOX di 9 CD comprendente l'intera produzione discografica di musica sacra. Esecutori vari. (Quadrivium-SCA056, QUAD0005, QUAD006, QUAD008, QUAD00010, QUAD00011, QUAD00012)[8]

### Compilation
- 1986 - "L'acciarino di Weber" in: MUSICISTI CONTEMPORANEI - Ciro Scarponi, clarinetto (Edipan-PAN-PRC-S20-31-1LP)[9]
- 1987 - "Gli occhi (chiari) del tempo" in: MUSICISTI CONTEMPORANEI - Ciro Scarponi, clarinetto; Stefano Ragni, pianoforte (Edipan-PAN-PRC-S20-45-1LP)[9]
- 2005 - "Vent'anni dopo" in: "IL CLARINETTO DI CIRO SCARPONI" - Ciro Scarponi, clarinetto (Hyperprism-LM109-1CD)
- 2005 - "Requiem" in: "The 26th KUSATSU INTERNATIONAL SUMMER FESTIVAL" - Kusatsu Festival Choir and Orchestra; Fumiaki Kuriyama, maestro del coro; Jörg Ewald Dähler, direttore (Camerata-Tokyo-CDT1067-1CD)
- 2008 - "Absolve Domine" in: REQUIEM - Fratelli Mancuso, voci e strumenti; Coro "Armoniosoincanto"; Menna String Quartet, Carlo Pedini, Franco Radicchia, direttori (Amiata Records-ARNR0308-1CD)
- 2009 - "La Follia" in: I REPERTORI DELLA FONOTECA "ORESTE TROTTA" VOL.2 - Orchestra "I Solisti di Perugia"; Carlo Pedini, direttore (LaMaggiore-LM121-1CD)
- 2018 - "Le Stagioni non sono più le stesse" - Concerto per violino e orchestra d'archi (2017) - KLK Symphony Orchestra, Marko Komonko violino, Ferdinando Nazzaro direttore. (Quadrivium-Egea-records - QUAD00013-1CD)
- 2019 - "La Follia" per orchestra d'archi (2009) - KLK String Orchestra, Ferdinando Nazzaro direttore. (Brilliant Classics 95822-1CD)